# Cup of Nations 2017
La Cup of Nations del 2017 o también Hong Kong Cup of Nations 2017 fue la quinta edición del cuadrangular de rugby y la tercera celebrada en ese país.

## Equipos participantes
- Selección de rugby de Chile (Los Cóndores)
- Selección de rugby de Hong Kong (Dragones)
- Selección de rugby de Kenia (Simbas)
- Selección de rugby de Rusia (Los Osos)

## Posiciones
| Pos. | Equipo    | Encuentros | Encuentros | Encuentros | Encuentros | Tantos  | Tantos    | Tantos     | Puntos Bonus | Puntos Totales |
| Pos. | Equipo    | jugados    | ganados    | empatados  | perdidos   | a favor | en contra | diferencia | Puntos Bonus | Puntos Totales |
| ---- | --------- | ---------- | ---------- | ---------- | ---------- | ------- | --------- | ---------- | ------------ | -------------- |
| 1    | Rusia     | 3          | 3          | 0          | 0          | 89      | 34        | + 55       | 2            | 14             |
| 2    | Hong Kong | 3          | 2          | 0          | 1          | 66      | 52        | + 14       | 2            | 10             |
| 3    | Chile     | 3          | 1          | 0          | 2          | 40      | 58        | - 18       | 1            | 5              |
| 4    | Kenia     | 3          | 0          | 0          | 3          | 43      | 94        | - 51       | 1            | 1              |

Nota: Se otorgan 4 puntos al equipo que gane un partido y 2 al que empate
Puntos Bonus: 1 punto por convertir 4 tries o más en un partido y 1 al equipo que pierda por no más de 7 tantos de diferencia

## Resultados

### Primera fecha
| 10 de noviembre 17:00 | Kenia | 3 - 23  | Chile |  |  |
|                       |       | Reporte |       |  |  |

| 10 de noviembre 19:00 | Hong Kong | 13 - 16 | Rusia |  |  |
|                       |           | Reporte |       |  |  |

### Segunda fecha
| 14 de noviembre 17:00 | Rusia | 31 - 10 | Kenia |  |  |
|                       |       | Reporte |       |  |  |

| 14 de noviembre 19:00 | Hong Kong | 13 - 6  | Chile |  |  |
|                       |           | Reporte |       |  |  |

### Tercera fecha
| 18 de noviembre 14:00 | Rusia | 42 - 11 | Chile |  |  |
|                       |       | Reporte |       |  |  |

| 18 de noviembre 17:00 | Hong Kong | 40 - 30 | Kenia |  |  |
|                       |           | Reporte |       |  |  |